# Verplichte Figuren
Verplichte Figuren is een musical in twee aktes, onder regie van Marcus Azzini. De musical ging op 29 februari 2008 in première in de De Kleine Komedie. De dernière was op 6 juni 2008. Inclusief de try outs, zijn er in totaal 70 voorstellingen gegeven. Het concept is verzonnen door Alex Klaasen, een acteur die zelf ook verschillende rollen vertolkte. Het script, dat werd geschreven door Niek Barendsen, is in de stijl van films als Alles is Liefde (2007) en Happiness (1998).

## Plot
De musical volgt een aantal personen dat niet allemaal een link met elkaar lijkt te hebben, maar daadwerkelijk een rol in elkaars leven speelt of zal spelen. Nina is een jongedame die werkt in een amusementenpark als mascotte en krijgt regelmatig bezoekjes van haar ex-vriend, die haar maar niet kan vergeten. Ze wil echter niets meer met hem te maken hebben, omdat ze inmiddels een affaire heeft met Bas, een vader die veel ouder dan zij is. Hij is ongelukkig getrouwd met Hilde, een kille schrijfster uit hogere kringen die een leven als socialiste belangrijker vindt dan geluk in de liefde.
Bas bevindt zich in een midlifecrisis en droomt ervan ooit een rockster te worden. Een affaire met Nina geeft hem het gevoel dat hij nog jong is, maar in een sterke band met haar heeft hij geen interesse. Dit is geheel tot ongenoegen van Nina, die ervan overtuigd is dat hij ooit zijn vrouw zal verlaten voor haar. Op een gegeven moment komt Hilde tot de ontdekking dat Bas een minnares heeft, maar veel moeite heeft ze daar niet mee. Ze brengt Nina zelfs een bezoek om haar te bedanken, omdat Bas sindsdien een stuk gelukkiger is.
Een ander hoofdpersoon is Rico, een homoseksuele tapijtenverkoper die naar eigen zeggen ooit feestend door het leven ging, maar tegenwoordig een rustig leventje leidt. Hij spreekt in zijn vrije tijd graag met andere mannen af via het internet, onder wie ook de Marokkaanse Tarik. Met deze mannen heeft hij dan een onenightstand. Op een dag vindt hij liefde in een boekenwinkel, waar hij is voor een signeersessie van Hilde. Hij krijgt een langdurige relatie met deze man, Richard, die werkt als verpleger van Thea. Zij is een bejaarde vrouw die geen blad voor haar mond neemt en het niet fijn vindt dat ze niet langer voor zichzelf kan zorgen.
Thea is getrouwd met Henk, een man die zonder reden te veel toiletrollen koopt. Ze vernedert hem graag en doet alsof ze hem zo snel mogelijk uit haar leven wil. Om die reden vertrekt hij op een dag om op vakantie te gaan naar Mexico. Zijn vrouw is hierbij niet uitgenodigd. Thea doet alsof het haar niet kan bekommeren, maar ze vindt het stiekem verschrikkelijk dat haar man weg is.
Een ander verhaallijn gaat over Nina's familie, die bestaat uit haar geestelijk gehandicapte broer Erik-Jan en haar moeder. Zijn moeder besluit op een dag een oppas voor hem te regelen. Dit wordt Petra, een vrouw die in een dierentuin werkt en een voorliefde heeft voor schildpadden. Zij geeft hem veel aandacht, maar hij denkt dat ze verliefd op hem is. Daarom probeert hij haar tijdens een bezoek aan het strand te versieren en randt haar uiteindelijk aan. Aan het einde van de musical wordt Jesse gevolgd, de tienerzoon van Bas en Hilde. Hij heeft bijna geen vrienden en is erg op zichzelf. Zijn tijd brengt hij dan ook door met het lezen van boeken. Hij is stiekem erg eenzaam en verlangt naar avontuur in zijn leven. Hij steekt zichzelf uiteindelijk neer in het park. Nina is daar getuige van en doet er alles aan hem te redden.

## Rolbezetting
| Acteur            | Personage                              |
| ----------------- | -------------------------------------- |
| Jelka van Houten  | Nina                                   |
| Alex Klaasen      | Bas / Erik-Jan / Rico / Henk           |
| Ellen Pieters     | Thea / Hilde Bikkers / Moeder van Nina |
| Martine de Jager  | Petra                                  |
| Maarten Heijmans  | Jesse / Tarik                          |
| Peter van Rooijen | Richard                                |

## Ontvangst
Verplichte Figuren is geen grote musicalproductie en ging toerend door het land. Hoewel het niet veel aandacht kreeg van het publiek, was de pers overwegend positief. nrc.next was er lyrisch over te spreken en schreef dat het 'eindelijk musical en cabaret weer combineert'. De krant noemde het een 'bezienswaardige verrassing'. Het dagblad de Volkskrant gaf het drie uit vijf sterren en vond dat het drama en komedie niet goed kon combineren. Het was volgens de recensent 'te veel van het goede en tamelijk langdradig'. de Telegraaf was vooral positief over Klaasen en Pieters en schreef dat 'de souluithalen van De Jager de liedjes van Van Dongen recht doen'.
De musical was de winnaar van twee John Kraaijkamp Musical Awards. Klaasen won in de categorie 'Beste mannelijke hoofdrol in een kleine musical' en De Jager voor 'Beste vrouwelijke bijrol in een kleine musical'.

## Soundtrack
- Bambi op het ijs door Jelka van Houten
- Ik geloof in liefde door Alex Klaasen en Maarten Heijmans